# Policyjne taśmy
Policyjne taśmy (ang. Cops Uncut, 2006-2013) – brytyjski program telewizyjny, ukazujący pościgi amerykańskich policjantów za jeżdżącym niezgodnie z przepisami, a czasem także pijanymi kierowcami.
W audycji jest pokazywany subiektywny przegląd 3 najlepszych pościgów. Są tutaj ukazywane często śmieszne, choć i absurdalne sceny. Po raz pierwszy program zadebiutował w Polsce w 2007 roku na kanale TVN Turbo. Od 10 października 2012 roku program rozpoczął emisję na kanale Polsat Play.